# Amieva
Amieva est une commune (concejo aux Asturies) située dans la communauté autonome des Asturies en Espagne.
Elle est bordée au nord par Parres, au sud par Posada de Valdeón et Oseja de Sajambre dans la province de León, à l'est par Cangas de Onís et à l'ouest par Ponga. C'est également le nom d'une paroisse civile de la commune, dont la capitale est Sames. Elle est traversée par la rivière Sella. Sa population est d'environ 599 habitants (INE 2023). 

## Paroisses
La commune d'Amieva est formée de 5 paroisses civiles : 
- Amieva
- Argolibio  (Samartín)
- Mian
- San Román
- Sebarga